# Звер из Жеводана
Звер из Жеводана (фр. La bête du Gévaudan) је животиња људождер која је извела серију неочекиваних напада на људе између 30. јуна 1764. и 19. јуна 1767. на југу централне Француске. Ови напади, од којих је између 88 и 124 било са смртним исходом, одиграли су се на северу некадашње провинције Жеводан (која је у потпуности прекривала данашњи департман Лозер и у нешто мањој мери два суседна департмана).

### Подручје напада
Звер је пустошила дијецезу Жеводана, која данас одговара департману Лозер и деловима два суседна департмана.
Жеводан је слабо настањена област површине, отприлике, 6.500 km².
Окружење Жеводана чине густо пошумљене долине и планине. Раштркана села удаљена су једна од других по неколико километара, а недостатак путева у то време учинио је да кретање буде тешко, дуго и опасно.
На месту на ком је звер убијена, планине су прожете шумама вресова, борова и боровница, блоковима гранита и шумама букви на падинама. Планине у то доба нису биле тако густо пошумљене као данас (обављена су обимна пошумљавања јелкама) те су стада оваца могла да пасу на великим висинама. Клима је веома сурова због чега су хајке зими биле немогуће, а коњи ловаца су често упадали у бројна тресетишта.

### Напади
Прва потврђена жртва звери била је Жана Буле, четрнаестогодишња девојчица, која је настрадала 30. јуна 1764. у селу Ибак (надомак Лангоња), у парохији Сент-Етјен-де-Лигдаре, у департману Виваре:
Жртва је сахрањена „без верског обреда“, пошто није могла да се причести пре смрти. О детаљима њене смрти сазнајемо захваљујући свештенику парохије који напомиње да је била жртва оне крвожедне звери, што сугерише да није била прва стварна жртва, већ само прва потврђена... Уследиће покољ који ће терорисати регион наредне три године.

### Нагађања
Појединци претпостављају (иако ниједан доказ ову тврдњу не може да поткрепи) да је неки човек дресирао једну или више животиња, насталих укрштањем паса и вукова, научивши их да се хране људским месом. Поједини трагови наводе на помисао да је тај човек, илити људи, могао бити сексуално неуравнотежен (према незваничним сведочењима, звер је скинула одећу са неколико жртава). Постоји више извештаја о лешевима који су пронађени одрубљених глава. Међу осумњиченима се налази једна породица којој многи у том крају нису били наклоњени, Шастелови. Затварање Шастелових (на кратак временски период, под оптужбом да су вређали представнике власти који су дошли да лове звер) није, међутим, произвело никакав битан утицај на нападе.
Друге претпоставке наводе, једноставно, једну или више дивљих животиња: вукове, псе, хибриде настале укрштањем паса и вукова, хијене, медведе, лавове, мајмуне, фосе, ждеравце, дивље вепрове побегле из руку њихових власника. Осим ако извесни криминалци нису искористили околности како би властите злочине приписали животињама.

### Лов
Пре него што је цела ствар добила на значају, власти су одлучиле да апелују на разне ловце да организују хајке, којима је временом приступало све више света. Регуларна војска и групе ловаца су се, дакле, смењивали како би „прогањали звер која је јела недужан свет“. Резултати су били, најблаже речено, разочаравајући упркос непрекидним хајкама (на пример, хајка из 1765. године бројала је тридесет хиљада особа, највећим делом сељака). Тек је 20. септембра 1765. краљев аркебузир Франсоа Антоан (често грешком ословљаван Антоан де Ботерн) утукао једног великог вука. „Звер“, тј. велики сиви вук висок 80 cm, дугачак 1,7 m и тежак 60 kg, била је препарирана и послата у Версај и изложена у Краљевском кабинету, будућем Националном природњачком музеју. За краља Луја XV и дворску свиту, случај је био закључен. Но, напади су поново оживели децембра 1765. Власти су испољиле незаинтересованост за те догађаје, сматрајући их коинциденцијама. Житељи Жеводана морали су да наставе да живе са својом звери још безмало две године; овога пута, међутим, било је — званично — „само“ шесторо страдалих у 1766. години и осамнаесторо током прве половине 1767. године.
Напослетку, 19. јуна 1767. током лова под вођством маркиза Д'Апшеа у шуми Теназејр, управо је Жан Шастел, из засеока Бесејр-Сен-Мари, (који је, како је написано, претходно био ухапшен) усмртио животињу која је личила на огромног вука. Доцније је у бројним романима изнета прича према којој је тај чудан човек, за кога се сумњало да се бавио вештичарењем, употребио свети метак. Па ипак, сасвим је извесно да су напади престали почев од тог датума надаље.

### Опис звери
Маркиз који је живео у замку где је донета усмрћена звер описао ју је као необичну животињу налику вуку која је другачија од вукова виђених у околини Жеводана. Само су реп и задњи део тела код звери налик вуку, док је њена глава имала монструозне пропорције. Њене очи имају необичну мембрану која почиње у основи очне јабучице и може да покрије цело око. Њен врат је прекривен веома густим црвенкасто сивим крзном, које је поседовало и неке црне штрафте, на грудима је имала крзно беле боје у облику срца, њене шапе имају четири прста са огромним канџама много већим од обичног вука. Ноге су јој биле веома велике посебно предње са крзном боје као код јелена. Предње ноге су биле краће од задњих. Такође грудни кош јој је другачији него код вука тако да је била много окретнија. Била је дугачка од врха главе до краја репа 99 сантиметара и у вилици је имала 22 зуба.  Чељусти су јој биле јако велике и снажне. Врат јој је био кратак и веома велики тело је било сивог крзна и прекривено црним тачкама а од врата јој је до рамена ишла црна линија.

### Мистерије
Осим чињенице да је звер оставила за собом велик број жртава, и многе друге појединости везане за њу изазивају знатижељу:
- Њена морфолошка природа: извесно је да је у питању животиња из породице паса (Canidae), али необичног изгледа. Можда се радило о хибриду пса и вука (уп. извештај писара Марена, састављен у сатима који су уследили након убиства звери). Треба, такође, напоменути да сељаци, привикнути на присуство вукова у свом селу, нису у тој животињи препознали вука, већ су јој одмах наденули назив bestia, „звер“ на окситанском језику.
- Њена релативна неповредивост: недовољна ефикасност оружја наводи на закључак да је покадшто могла носити оклоп, начињен, нпр. од коже дивљег вепра.
- Њена истовремена присутност на више места: звер је примећена у врло кратком интервалу времена на два места удаљена више километара једно од другог. Ове раздаљине — иако знатне у неким случајевима — животиња, ипак, може прећи.
- Њена фамилијарност, њена смелост: она, канда, није зазирала од човека. Најмање двадесет два пута жртве су нападнуте у препуном селу и скоро сви напади одиграли су се дању.
- Њена агресивност: звер није нападала само под налетом глади, што доказује њену велику острвљеност.
- Њена окретност: изванредна према речима очевидаца.
- Људска умешаност код појединих убистава (одећа одложена поред жртве, према неким непотврђеним изворима).
- Одрубљивање главе код неких жртава.

Неки знакови упућују на породицу Шастел. Двојица синова Жана Шастела су упутила два чувара ловишта у једну бару у којој ове умало није стигла смрт, док су их браћа само гледала, не притрчавши им у помоћ, и чак су им се и ругала.
Жан Шастел је могао да планира убиство звери: благословио је метке, једним од њих је и убио звер 19. јуна 1767, при чему је животиња убијена спреда, под околностима које наводе на закључак да је звер познавала свог ловца.
- Једна од индиција која указује на могућу везу између звери и њеног господара је и чињеница да је избегла дивовску хајку из 1765. године.

### Покушаји објашњења
Упркос чињенице да су извори тога доба били понекад погрешно тумачени или недовољно веродостојни, нарочито када је реч о местима и тачном опису сцена покоља, ипак се може извести неколико закључака.
- Претпоставка о натприродној појави није узета у обзир.
- Напади не могу бити сви одреда дело човека (они који су преживели напад описали су животињу у својим сведочењима, за која се зна да су поуздана).
- Изгледа да напади имају различито порекло: класични напади вукова, али и напади посебне врсте звери. Очито не можемо искључити, али то није доказано, нападе једног или више криминалаца који су искористили околности.
- Претпоставка о „намештаљки“ у случају звери коју је убио Франсоа Антоан сасвим је могућа судећи по архивској грађи.[5] Насупрот томе, коришћење вука спектакуларне величине (доведеног из зоолошког врта из Париза) ослања се само на нагађања која немају снагу доказа. У ствари, један од два париска зоо-врта настао је поводом колонијалне изложбе из 1931. године, а други, под називом Жарден де Плант, угледао је светлост дана тек под Наполеоном Бонапартом.
- Звер коју је усмртио Жан Шастел могла је, према појединим теоријама, бити укроћена животиња, научена да убија; у сваком случају, њен опис је, без сваке сумње, опис животиње из породице паса (Canidae).
- Не може се наћи ниједан доказ који терети локално племство да је на тај начин прикривало своја непочинства.
- Коришћење термина „звер“ (уместо „вук“) од стране очевидаца, иако је вук био добро познат у селима тога доба и морао бити лако идентификован, више је него проблематично. Штавише, вукови обично лове у чопору, а стручњаци истичу да су напади вукова на људска бића веома ретка појава. Вук, чак и кад је гладан, заправо се боји човека, поготово ако је сам наспрам њега.
- Чињеница да су све жртве које нису избегле напад биле жене и деца, иако у први мах наводи на помисао о садистичком убици, објашњава се, несумњиво, приликама које су тада владале: те жртве – често веома младе – саме су чувале стада и стога представљале лакши плен него мушкарци, који су радили највећи део времена у групама и били опремљени алаткама (косе, виле, секире...) које су се лако могле преобразити у одбрамбена оружја.

Било како било, Жан Шастел је убио животињу коју су многи сведоци — дакле, они који су преживели нападе — препознали као Звер из Жеводана, у чијем опису се помиње да је подсећала на вука, али да то није био вук, а напади су од тог тренутка престали.
Ипак, у брошури која се 1819. године продавала за један франак у зоолошком врту Жарден де Плант могло се прочитати: „Опис значајних ставки у животу и навикама крвожедних животиња које су заточене у зоо врту“ на pp. 5 и 6 : „5. Хијена са Истока.- ... Ова крволочна и неукротива животиња припада класи рисова; живи у Египту, обилази гробове да би извукла лешеве; дању напада мушкарце, жене и децу и прождире их. На леђима има гриву попут краљевског тигра; она припада истој врсти као и примерак који можемо видети у кабинету Природњачког музеја и који је прождрао у Жеводану велики број људи“. Ова свешчица се и данас може погледати у Главној библиотеци Националног природњачког музеја, на адреси 38 rue Geoffroy Saint Hilaire Paris 5, где је заведена под бројем: 8° Rés. 48.
Претпоставка да је реч о хијени не води никуда: над звери коју је убио Жан Шастел, а коју су идентификовали они који су преживели нападе, обављена је аутопсија. Дакле, простим читањем извештаја са аутопсије, које је забележио Рош Етјен Марен, у делу који се односи на распоред зуба убијене животиње, и формално се може искључити да се радило о хијени.

### Маштовито приказивање
- Пакт са вуковима, филм Кристофа Ганса из 2001. г.
- , телевизијски филм Патрика Волсона (2003)
- (језик: француски) .

### Документарци
Звер из Жеводана. (Аутопсија мита) аутора Давида Тејсандијеа